# مارك سكانلون
علامة سكانلون (بالإنجليزية: Mark Scanlon)‏ ولد بتاريخ 10 أكتوبر 1980 في سلايغو، جمهورية أيرلندا، هو دراج أيرلندي سابق في صنف سباق الدراجات على الطريق. سبق أن شارك في دورة الألعاب الأولمبية الصيفية.

## سجل النتائج

### المراكز
- حقق المركز الـ 89 في سباق طواف فرنسا 2004

## روابط خارجية
- مارك سكانلون على موقع الاتحاد الدولي للدراجات (الإنجليزية)
- مارك سكانلون على موقع أرشيف الدراجات (الإنجليزية)
- مارك سكانلون على موقع إحصائيات الدراجات الإحترافية (الإنجليزية)
- مارك سكانلون على موقع نسبة الدراجات (الإنجليزية)
- مارك سكانلون على موقع أوليمبيديا (الإنجليزية)